# Fahrradgabel

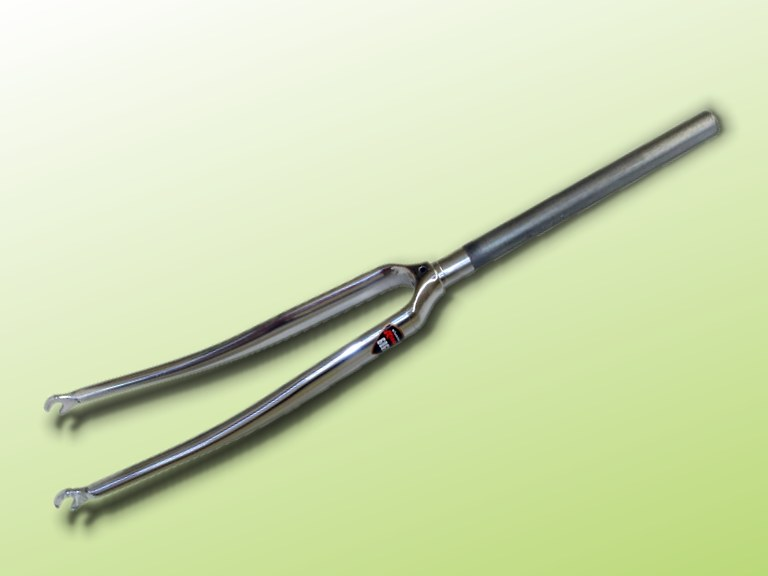
Fahrradgabel

Die Gabel ist ein am Fahrrad drehbar befestigtes Bauteil, welches das Vorderrad mit dem Rahmen verbindet; sie wird deswegen gelegentlich als Vordergabel oder Vorderradgabel bezeichnet. An den Gabelbeinen (Gabelscheiden, Gabelholme) ist am unteren Ende eine Aufnahme für die Achse der Fahrradnabe angebracht, das vordere Ausfallende (Gabelausfallende, Gabelausfall). Der Bereich, an dem die Gabelbeine zusammentreffen und mit dem Gabelschaft (Gabelschaftrohr) verbunden sind, wird als Gabelbrücke (Gabelkrone, Gabelkopf) bezeichnet. Mittels eines Steuersatzes wird der Gabelschaft drehbar im Steuerrohr des Fahrradrahmens gelagert, welches bei den üblichen Fahrrädern einen Winkel (Lenkkopfwinkel) von etwa 65 bis 75 Grad zur Waagrechten einnimmt.

## Spezifische Abmessungen
- Einbaubreite, auch als Klemmbreite oder Nabenbreite bezeichnet.

Lichter Abstand zwischen den Ausfallenden. Er kann je nach Fahrradtyp zwischen 74 und 150 mm betragen, das überwiegend anzutreffende Standardmaß liegt heutzutage (2018) bei 100 mm.
- Einbauhöhe

Senkrechter Abstand zwischen der Auflagefläche des unteren Steuerlagers (Gabelkonus) und der Mitte der Nabenachse. Beispielsweise ist die Einbauhöhe beim klassischen Rennrad mit Starrgabel etwa 370 mm. Bei Starrgabeln, die eine Federgabel (28 Zoll) ersetzen sollen, liegt die Einbauhöhe grob bei 460 mm.
- Gabelvorlauf, auch als Rücksprung (nach EN 15532) oder Gabelversatz bezeichnet

Senkrechter Abstand zwischen der Achse des Gabelschaftrohrs und der Mitte der Nabenachse. Bei Starrgabeln mit gebogenen Enden auch als Gabelbiegung oder Gabelvorbiegung bezeichnet. Der Gabelvorlauf bestimmt zusammen mit dem Lenkkopfwinkel und dem Durchmesser des Laufrads den Nachlauf. Ein häufig anzutreffender Gabelvorlauf liegt etwa bei 45 mm.

## Gabelschaft
Gabelschaftrohre werden bezeichnet nach dem Außendurchmesser in Zoll am oberen Steuerlager. Folgende Größen werden ausgeführt:
| 1″     |  | (25,4 mm) |  |  | ursprüngliche Standardgröße, z. B. klassisches Rennrad mit Stahlrahmen, Cityrad |
| 1-1/8″ |  | (28,6 mm) |  |  | z. B. Mountainbike, E-Bike                                                      |
| 1-1/4″ |  | (31,8 mm) |  |  |                                                                                 |
| 1-1/2″ |  | (38,1 mm) |  |  |                                                                                 |

Gabelschaftrohre für den Ahead-Steuersatz (bei Vorbau mit Außenklemmung) sind gewindelos, solche für den traditionellen Gewindesteuersatz (bei Vorbau mit Innenklemmung) haben am oberen Ende ein zölliges Außengewinde und eine Rohrwandstärke von 1/16″ (1,6 mm). Somit liegt der Innendurchmesser für die Größe 1″ bei 7/8″ (22,2 mm) und für die Größe 1-1/8″ bei 1″ (25,4 mm).
Der Außendurchmesser am Lagersitz (Gabelkonus) des unteren Steuerkopflagers ist ca. 1,5 mm größer als die nominelle Größe. Beim gewindelosen Gabelschaft kann das Gabelschaftrohr am unteren Steuerkopflager auf eine höhere nominelle Größe aufgeweitet sein. Dies wird als Tapered Steerer (konisches oder abgestuftes Gabelschaftrohr) bezeichnet.
Beim 1″ Gabelschaft gibt es bei historischen Ausführungen Abweichungen von der aktuellen (2018), sogenannten ISO-Ausführung. So gab es beispielsweise eine französische, rein metrische Ausführung mit 25 mm Außendurchmesser, 22 mm Innendurchmesser und einer Gewindesteigung von 1 mm (25,4 tpi) anstelle von 24 tpi. In Japan war die JIS-Ausführung üblich, mit etwas anderen Abmessungen am unteren Steuerkopflager. Auch für das BMX-Bike gab es eine spezielle Ausführung.

## Anbringung der Bremse und weiterer Anbauteile
In aller Regel ist an Gabelbrücke in der Mitte eine Durchgangsbohrung für eine M6-Verschraubung vorhanden. Hier kann gleichzeitig eine Seitenzugbremse, ein Lampenhalter und eine Schutzblechhalterung befestigt werden. Je nach Art der Fahrradbremse sind am Gabelbein Bremssockel (Cantisockel), eine IS- oder PM-Aufnahme für die Scheibenbremse, ein U-förmiger Bügel für die Drehmomentstütze der Rollerbrake oder spezielle Gewindemuffen/Aufnahmeadapter für eine direkt anzubringende Felgenbremse vorhanden. Weitere Aufnahmemöglichkeiten (Ösen, Gewindemuffen, Anlötteile) zur Anbringung von Seitenläuferdynamo, Gepäckträger (Lowrider), Schutzblechstreben oder Leitungen können vorhanden sein.
Bei der Verwendung von Nabenbremsen wie z. B. einer Scheibenbremse wird die Gabel wesentlich höher belastet als bei der Felgenbremse (Weiteres siehe Fahrradbremse, Abschnitt Scheibenbremse). Speziell bei der Scheibenbremse treten beim Bremsen Kräfte auf, welche die Nabenachse aus dem Schlitz des Ausfallendes ziehen wollen. Die Unterlegscheibe der Achsmutter bzw. die Auflage des Schnellspanners kann in einer passgenauen Vertiefung des Ausfallendes liegen, so dass auch bei loser Befestigung die Achse formschlüssig fixiert bleibt. Alternativ sind am außenseitigen Ende des Ausfallendes zwei Erhebungen angebracht, sogenannte „Lawyer Lips“.

## Starrgabel

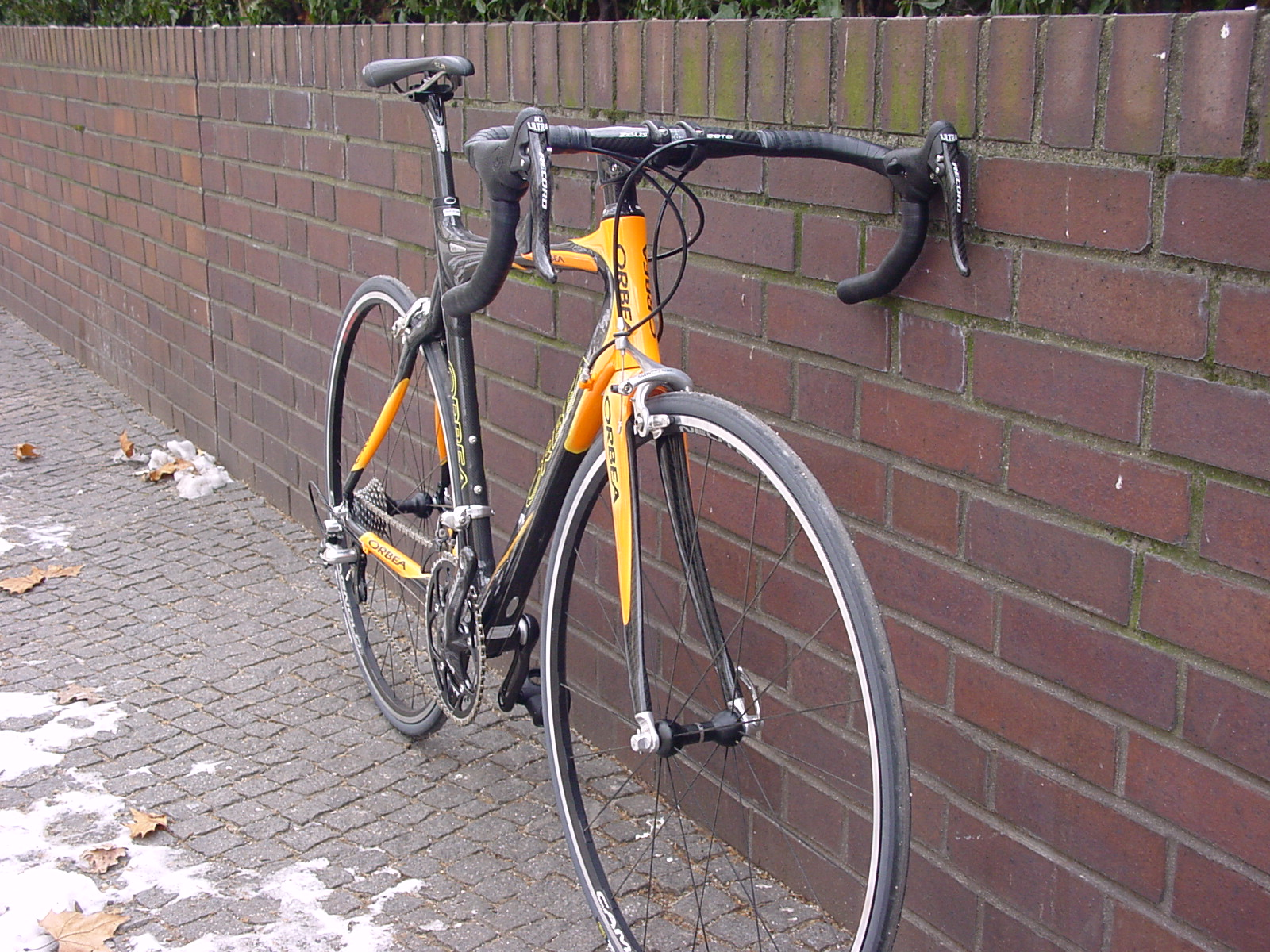
Carbon-Starrgabel an einem Rennrad aus den 2010er Jahren

Einholmige Starrgabel

Die Starrgabel ist die traditionelle Ausführung der Fahrradgabel und im Gegensatz zur Federgabel nicht mit Federungselementen ausgestattet. Sie besteht aus Stahl- oder Aluminium-Rohren oder wird aus kohlenstofffaserverstärktem Kunststoff gefertigt. Die Vorteile gegenüber der Federgabel sind geringere Masse, Verschleißfreiheit, Wartungsfreiheit und meist auch geringere Kosten. Heutzutage (2018) wird die Starrgabel hauptsächlich am Rennrad sowie im BMX-Sport verwendet, doch auch bei Alltagsrädern gibt es Ausführungen mit Starrgabel.

### Werkstoffe
Bis in die 1980er Jahre wurden Fahrradgabeln fast nur aus Stahl gefertigt. Mit dem Aufkommen von Fahrradrahmen aus Aluminium kam dieser Werkstoff zunehmend bei der Starrgabel zum Einsatz. Rennräder mit Gabelteilen aus kohlenstofffaserverstärktem Kunststoff („Carbon“, CFK) erreichten ab den 1990er Jahren den Endkundenmarkt. Aluminium sowie CFK haben die Eigenschaft, dass der Kerbeffekt zu einem plötzlichen Bruch ohne Vorwarnung führen kann. Beim Werkstoff Stahl kündigt sich ein Versagen bemerkbar an, auch bei Vorverletzungen wie Einkerbungen oder Verformungen. Bei vergleichbarer Festigkeit wiegt eine Gabel aus Aluminium etwas weniger als aus Stahl, solche aus CFK sind nochmals leichter, allerdings auch teurer. Tendenziell können die Gabelbeine einer Stahlgabel elastischer ausgelegt werden, da dieser Werkstoff bei dynamischen Biegebelastungen (Schwingbruch) toleranter ist als Aluminiumlegierungen oder CFK. Auch exotischere Werkstoffe wie Titan werden gelegentlich eingesetzt.

### Bauarten
Bei der klassischen Starrgabel aus Stahl sind in den Muffen der Gabelbrücke (Gabelkopfmuffe) die geraden oberen Enden der Gabelbeine eingelötet. An der Gabelbrücke ist der Querschnitt der Gabelbeine meist oval und verjüngt sich nach unten kontinuierlich zu einem runden Querschnitt mit geringem Durchmesser. Zur Erreichung des Gabelvorlaufs ist die Gabel im unteren Drittel, dort, wo der Querschnitt geringer ist, nach vorn gebogen, gleichzeitig wird durch diese Gabelbiegung die Gabel weniger starr gegenüber Stößen durch Fahrbahnunebenheiten. Das Ausfallende wurde durch Plattdrücken und Schlitzen des Rohrs am unteren Ende hergestellt. Bei heutigen (2018) Ausführungen wird meist ein Ausfallende aus Stahlguss in das runde Rohrende eingelötet.
Die Unicrowngabel ist charakterisiert durch Gabelbeine aus Aluminium oder Stahl, die oben in Richtung des Gabelschafts gebogen sind und dort meist an ein kurzes Rohr- oder Formstück geschweißt sind; bei Stahl ist auch eine gelötete Ausführung mit einer speziell geformten Gabelbrücke möglich. Mit dem Aufkommen dieser Bauart und auch durch die erhöhten Anforderungen bei Verwendung der Scheibenbremse hat sich die Ausbildung der Gabelbeine verändert. Der Rohrquerschnitt am Ausfallende ist gegenüber der klassischen Stahlgabel spürbar erhöht, bis hin zur „Big Fork“, bei welcher der Durchmesser des Gabelbeins auf ganzer Länge konstant bleibt. Aufgrund dieser massiveren Ausführung und auch wegen des Werkstoffs Aluminium setzt die Gabelbiegung mit größerem Radius schon weiter oben an oder entfällt ganz (Straight Fork). In diesem Fall sind die Gabelbeine oben im Bereich der Gabelbrücke schräg zur Achse des Steuerrohrs angebracht um so den erforderlichen Gabelvorlauf zu erhalten oder die Nabenaufnahme wird vor dem Gabelbein platziert. Tendenziell ist die Unicrowngabel steifer als die ursprüngliche „klassische“ Stahlgabel, insbesondere dann, wenn eine Aufnahme für die Scheibenbremse vorhanden ist.

## Federgabel
Im Gegensatz zu einer Starrgabel ist eine Federgabel zur Verbesserung des Bodenkontakts und des Komforts mit Federn und Stoßdämpfern ausgerüstet. Obwohl Federgabeln schon seit den Anfängen des modernen Niederrades bekannt sind, fanden sie erst durch die Verbreitung der Mountainbikes in den 1990er Jahren den Weg in den Massenmarkt.
Federgabeln haben im „Downhill“-Sport normalerweise 200 Millimeter Federweg, im „All Mountain (Enduro)“-Sport 140 bis 180 mm und im Cross Country-Sport etwa 80 bis 100 mm. Zunehmend werden Federgabeln aber auch in Alltagsfahrrädern verbaut.

### Bauformen

#### Teleskopgabel

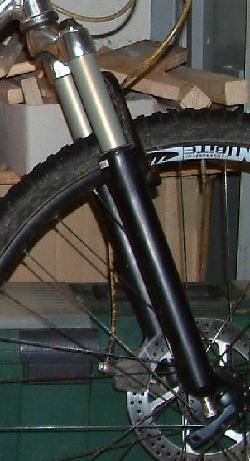
Right-Side-Up Einbrückenfedergabel

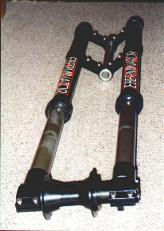
Upside-Down Doppelbrückenfedergabel

Die Federung besteht aus einem Standrohr und einem Gleitrohr, die sich beim Einfedern ineinander schieben. Das Standrohr ist das im Bezug zum Rahmen feststehende Rohr, also stets das obere. Das untere, bewegliche Rohr, an dem die Nabe befestigt ist, ist das Gleitrohr. Die Standrohre werden unter dem Gabelschaftrohr durch eine Gabelbrücke zusammengehalten, die in der Mitte das Gabelschaftrohr trägt.
Das innere Rohr besteht üblicherweise aus verchromtem Stahl oder, bei moderneren oder teureren Federgabeln, aus beschichtetem Aluminium. Exotische Materialien wie Titan oder Carbon werden bisher kaum verwendet. Das äußere Rohr besteht üblicherweise aus Magnesiumlegierungen, Aluminium nur noch bei günstigen Modellen; bei sehr billigen Gabeln wird sogar Stahl verwendet.

##### Right Side Up
Die häufigste Bauform der Federgabel ist die „Right-Side-Up“-Federgabel, was so viel bedeutet wie „richtige Seite oben“. Bei dieser Version tauchen die dünneren, in der Gabelbrücke befestigten Standrohre in die dickeren Tauchrohre ein, an deren unteren Enden die Aufnahmen der Nabenachse angeordnet sind. Die Tauchrohre sind an ihrem oberen Ende miteinander verbunden, damit die beim Lenken auftretenden Torsionskräfte nicht über die Achse abgeleitet werden müssen. Meist bestehen die Tauchrohre und ihre Verbindung aus einem in einem Stück gegossenen Bauteil, dem sogenannten „Casting“. Die Standrohre sind mittels einfacher Gleitlagerbuchsen in den Tauchrohren gelagert, dadurch könnten sich die Tauchrohre frei um die Standrohre verdrehen, wenn sie nicht oberhalb des Laufrades starr miteinander verbunden wären. Da auch meist die axiale Belastung der beiden Tauchrohre konstruktionsbedingt (Aufteilung von Federung und Dämpfung auf je ein Rohr der Gabel) und fahrdynamisch (auf das Vorderrad wirkende Seitenkräfte) unterschiedlich stark ist, wird eine möglichst steife Ausführung der Tauchrohreinheit angestrebt, um ein sauberes Ansprechverhalten durch geringe Verwindung, Verspannung und Verkantung zu erreichen. Zur zusätzlichen Versteifung wird neben der oberen Verbindung oft bei Downhill- oder Freeridemodellen noch eine geklemmte Steckachse verwendet, um einen noch steiferen Verbund zu erzielen.

##### Upside Down
Bei der USD-Technik (USD für Upside Down) tauchen die dünneren Tauchrohre, an denen die Nabe befestigt ist, in die dickeren Standrohre ein, die in der Gabelbrücke befestigt sind. Hierdurch wird die Stabilität erhöht, da sich die dickeren Rohre oben befinden, wo die größten Hebelkräfte wirken. Die ungefederte Masse (Gleitrohre, Nabe, Rad) ist kleiner, was zu einer schnelleren Ausgleichsbewegung  der Gabel speziell bei schnellen Stößen führt. Die USD-Technik kommt hauptsächlich im Downhill und sogenannten „extreme freeride“ zum Einsatz, da sich die aufwendigere Technik nur hier lohnt. Bei den Federgabeln fürs Fahren im Gelände (engl. „cross country“) sind die Vorteile kaum zu spüren, da die Gabeln hier auf geringes Gewicht optimiert sind und wenig Federweg haben.
Die Verbindung der Tauchrohre oberhalb des Laufrades besteht bei Upside-Down-Gabeln nicht, da die Gleitrohre hier in die Standrohre eintauchen. Um die Gleitrohre zu verbinden, müsste man also einen sehr langen Bügel von der Nabe über das Rad zur anderen Nabenseite konstruieren. Das würde viel wiegen und sich trotzdem stark verwinden. Daher werden die oben genannten Kräfte bei Upside-Down-Gabeln allein von der Nabenachse aufgenommen. Zu diesem Zweck verwendet man Naben mit besonders dicken und damit steifen Steckachsen, die großflächig mit den Gleitrohren verschraubt und oft zusätzlich flächig geklemmt werden.
Es gab Upside-Down-Federgabeln mit einem Schlitz in den Standrohren, durch den die Gleitrohre zugänglich werden. So kann man die Gleitrohre wie bei einer Right Side Up-Gabel mit einer Brücke über dem Rad verbinden und dadurch die Belastung der Nabe soweit verringern, dass man gewöhnliche Naben verwenden kann. Durch die Schlitze in den Standrohren entstehen erhebliche Probleme bei der Abdichtung der Gabel, weswegen diese Bauform sehr selten geworden ist.

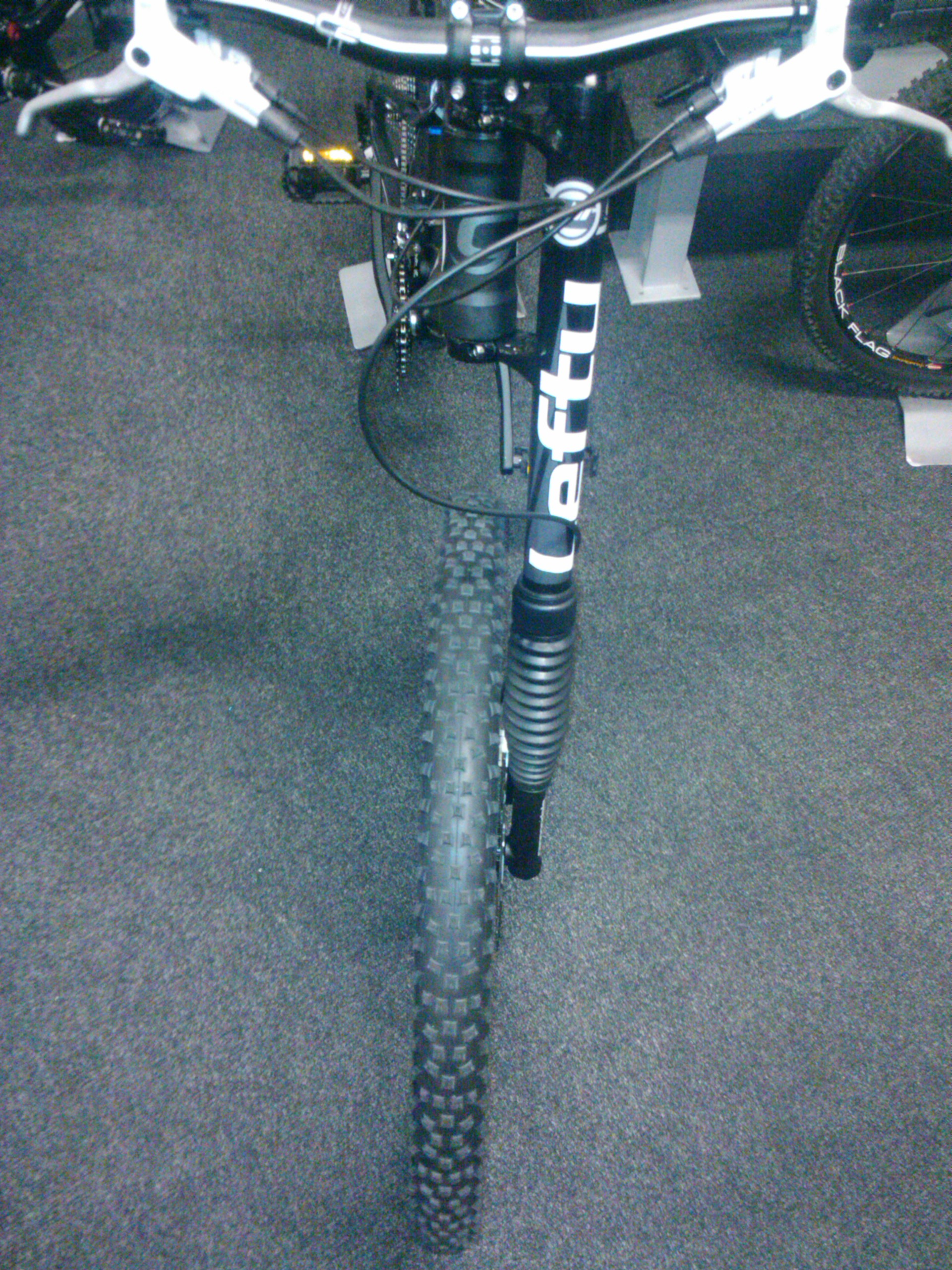
Cannondale Lefty-Gabel

Ebenfalls zu den Upside-Down-Teleskopgabeln lässt sich die asymmetrische Einholm-Gabel Lefty der Firma Cannondale zählen. Hier existiert nur ein einzelner Gabelholm auf der linken Seite des Laufrades, das an einem speziellen Achsstummel gelagert ist. Am Steuersatz wird der Gabelholm ursprünglich mit zwei Gabelbrücken an einen Lenkschaft geklemmt, die den notwendigen seitlichen Versatz herstellen, damit sich das Laufrad in der Mitten-Ebene des Fahrrades befindet. Neuere Generationen kommen auch ohne die Doppelbrücke aus. Anders als bei konventionellen Federgabeln rutschen bei der Lefty-Gabel nicht zwei zylindrische Körper ineinander, sondern die Körper sind viereckig, um ein Verdrehen zu verhindern. Außerdem sind sie nicht gleit-, sondern nadelgelagert. Durch diese Unterschiede ergibt sich eine bessere Torsionssteifigkeit und ein besseres Ansprechverhalten der Federung.

##### Doppelbrücke
Im Gegensatz zur üblichen Einbrückenfedergabel enden bei einer Doppelbrückenfedergabel die Standrohre nicht unter dem Gabelschaftrohr, sondern sind weiter nach oben bis unter den Vorbau geführt, wo sie in einer zweiten Gabelbrücke enden. Dadurch werden die Gabelbrücken kaum noch auf Torsion belastet und die gesamte Konstruktion wesentlich stabiler, aber natürlich auch schwerer.
Nachteil: Durch die hohe Steife der Gabel kann der Rahmen am Steuerrohr brechen, wenn dieser nicht für Doppelbrückengabeln ausgelegt ist. Wenn man solch eine Gabel nachträglich einbauen will, sollte immer sichergestellt werden, dass der Rahmen für diese Art von Gabel geeignet ist.

#### Parallelogrammgabeln

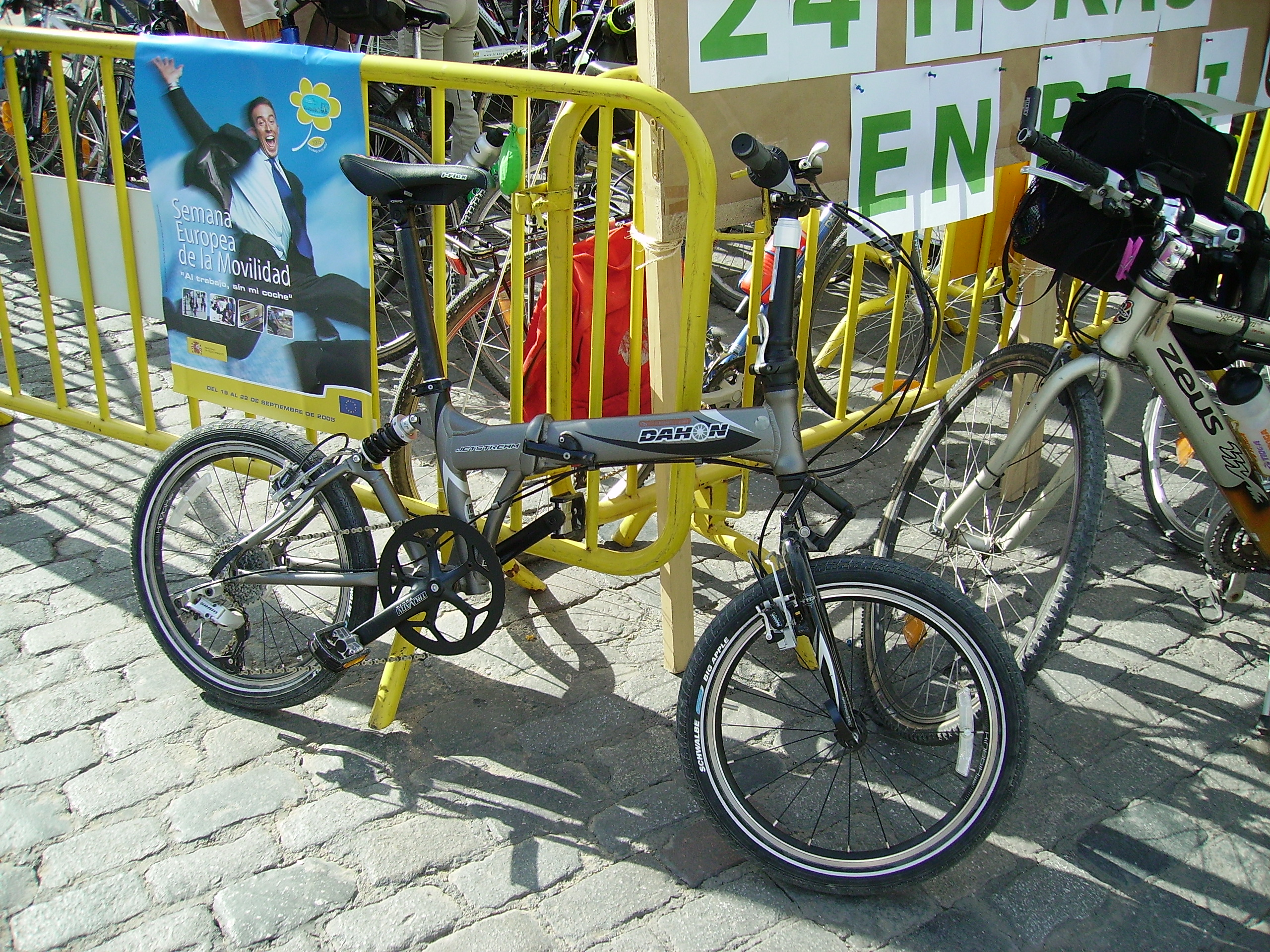
Fahrrad mit Parallelogrammgabel

Eine Parallelogrammgabel besteht aus einer starren Gabel, die über mindestens zwei Streben am Gabelschaftrohr aufgehängt ist. Die Streben sind beidseitig drehbar gelagert, sodass sich die Gabel auf und ab bewegen kann. Die Streben bilden mit ihren Aufnahmen ein Parallelogramm.
Vorteilhaft bei Parallelogrammgabeln ist das rasche Ansprechverhalten und die Möglichkeit, durch entsprechende Ausrichtung der Streben das Einfedern beim Bremsen gering zu halten. Wenn die Streben und ihre Aufnahmen so bemessen sind, dass sie nur annähernd ein Parallelogramm ergeben, kann zudem durch ihre entsprechende Anordnung der Nachlauf beim Einfedern nahezu konstant gehalten werden.
Problematisch sind die vielen verschleißempfindlichen Gelenke im Bereich der größten Hebelkräfte, aus denen eine eher geringe Stabilität resultiert.

#### Federung im Gabelschaftrohr

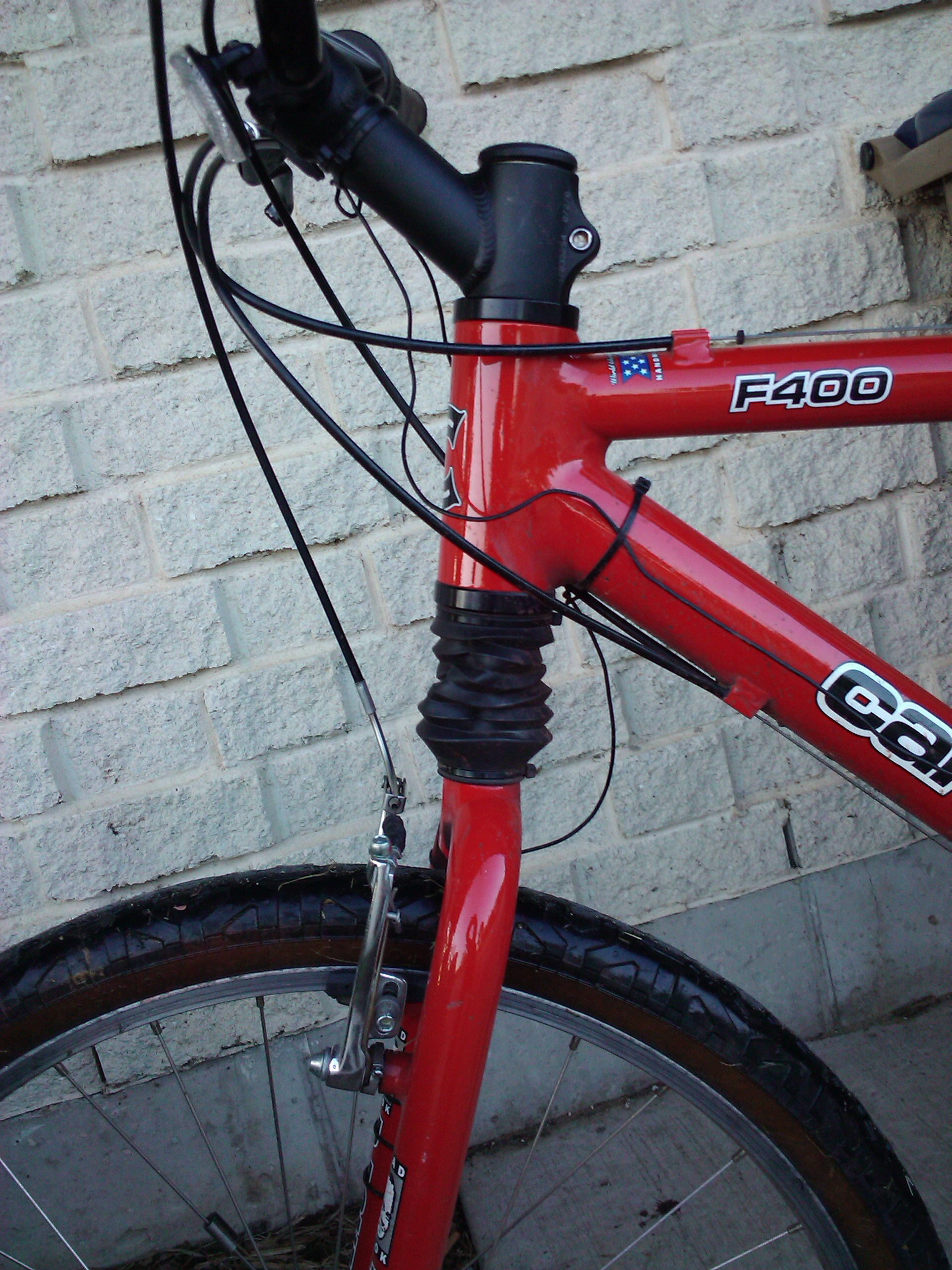
HeadShok-Federung im Gabelschaftrohr

Dieser Typ Federgabel wird hauptsächlich von der US-Firma Cannondale unter dem Namen HeadShok verbaut. Hierbei steckt die Federungstechnik nicht in den Stand- und Gleitrohren, sondern zentral im Gabelschaftrohr. Eine solche Gabel ist im Prinzip im unteren Teil eine gewöhnliche Starrgabel, deren Gabelschaftrohr allerdings koaxial mit aufwendigen Linear-Wälzlagern teleskopierend in einem zweiten Gabelschaftrohr gelagert ist, das wiederum im Steuerrohr des Rahmens gelagert und mit dem Lenker verbunden ist. Die Lenkkraft wird bei solchen Gabeln entweder durch einen eckigen Querschnitt der beiden Gabelschaftrohre oder über ein Scherengelenk übertragen, das die beiden ineinander laufenden Gabelschaftrohre verdrehsteif verbindet. Bei HeadShok-Rädern ist der Arbeitsweg an einem Gummifaltenbalg zwischen unterem Lenkkopflager und der Gabelkrone erkennbar.
Diese Konstruktion bietet eine Reihe von Vorteilen. Der größte ist die größere Steifigkeit im Vergleich zur normalen Teleskopgabel, da nur an einer Stelle (im Steuerrohr) zwei Teile ineinander gleiten. Dadurch sind diese Gabeln fast so verwindungssteif wie Starrgabeln. Außerdem lässt sich jede Art von Bremse leicht an der Gabel befestigen, was bei den anderen Gabelkonstruktionen nicht unbedingt der Fall ist.
Als Nachteil ist vor allen Dingen die Notwendigkeit eines Gabelschaftrohres zu nennen, das nicht den Normmaßen entspricht. Das dürfte auch der Grund sein, weshalb diese Konstruktion, die bereits in den 1950er Jahren patentiert wurde, erst etwa ab 1990 eine gewisse Verbreitung fand.

### Federung und Dämpfung
Die Aufgaben einer Federgabel unterteilen sich in Federung und Dämpfung. Die Federn absorbieren erst einmal die Stoßenergie. Diese Energie wird aber nur in den Federn gespeichert, die ohne Dämpfung beim Ausfedern über die Ursprungslage zurückfedern würden und anfangen würden zu schwingen.
Deshalb gibt es die Dämpfung (meistens durch Öl), die schon beim Einfedern mithilft, vor allem aber die Ausfederbewegung kontrolliert und bremst. Dies wird bei billigen Federgabeln ohne Dämpfung deutlich, die besonders bei hohen Geschwindigkeiten dazu neigen, wild zu springen und zurückzuschnalzen.
Wie bei allen physikalischen Vorgängen findet auch hier nur eine Energieumwandlung statt, d. h. die Gabel kann die Stoßenergie nicht einfach ins Nichts verschwinden lassen. Konkret wird kinetische in thermische Energie gewandelt. Am Anfang steht die Bewegungsenergie des Einfederns. Das Dämpfungsöl wird durch dünne Kanäle gepresst, erwärmt sich und gibt so die Energie in Form von Wärme wieder ab.

#### Federung

##### Stahlfedern
Die klassische und einfachste Lösung ist die Federung mit Schraubenfedern aus Stahl. Sie sind robust und bieten eine lineare Federkennlinie. Aus Gewichtsgründen ist aber auch eine Federung mit Luft sehr verbreitet. Hochwertige Dämpfer, welche mit Stahlfedern versehen sind, werden vor allem im Freeride- oder Downhillbereich verbaut. Alternativ können auch Federn aus Titan verbaut werden. Dies hat eine deutliche Gewichtsreduktion zur Folge, ist jedoch auch um einiges teurer.

##### Luftfederung
Bei Gabeln mit Luftfederung begegnet man dem Problem, dass das Komprimieren von Luft eine sehr progressive Kennlinie mit einem hohen Anfangswert ergibt, oft dadurch, dass man eine zweite Luftkammer einbaut, deren Druck der eigentlich federnden Luft entgegenwirkt und somit die nötige Anfangskraft reduziert. Bei einigen Federgabeln sind Stahlfedern als Konter eingebaut, dies ist jedoch nur im unteren Preissegment verbreitet. Die Kennlinie der Federung kann man dann durch geeignete Wahl des Volumenverhältnisses der beiden Luftkammern einstellen. Bei einer luftgefederten Gabel kann man die Härte der Federung sehr leicht durch den Luftdruck einstellen. Zu Anfangszeiten der Luftfederung gab es noch Probleme mit der sich erhitzenden Luft im Dämpfer durch die Reibung. Die Luft dehnt sich bei Erwärmung aus und beeinträchtigt dadurch die Dämpfung. Diese wurde dann härter und schließlich unkontrollierbar. Durch moderne Technik konnten diese Probleme allerdings weitestgehend vermieden werden.

##### Elastomere
Federung mittels Elastomeren ist wegen starker Temperaturabhängigkeit und mangelnder Haltbarkeit nur noch im unteren Preissegment zu finden, zwar haben diese eine durchaus gute Wirkung, aber es treten nach einiger Zeit dauerhafte Verformungen auf.

##### Sonstige
Andere mögliche Federungen, zum Beispiel mittels federnder Carbonfaserelemente (zum Beispiel Remec), sind nie über das Experimentalstadium hinaus gekommen, auch wenn es von manchen Herstellern Versuche gab, so etwas zu verkaufen. Teilweise versuchen Carbon- & Titanrahmenhersteller (zum Beispiel Cannondale, Moots), die Flexibilität des Materials in ihren Konstruktionen so zu berücksichtigen, dass sie an den hinteren Kettenstreben das Material wie eine Blattfeder formen und dadurch einen federnden Effekt erwirken, welcher nur noch an den Sitzstreben geführt werden muss. Vereinzelt werden bei Federdämpfern aus Gewichtsgründen statt Stahlfedern Titanfedern eingesetzt.

#### Dämpfung
Zur Dämpfung wird fast immer ein Öldämpfer verwendet. Wenige luftgedämpfte Gabeln erzielen eine Art Dämpfung, indem sie die komprimierte Luft durch sehr kleine Bohrungen strömen lassen. Reibungsdämpfungen sind wegen mangelhafter Funktion und zu hohem Verschleiß ausgestorben. Bei sehr preiswerten Federgabeln ist in der Regel keinerlei Dämpfung vorhanden.
Bei Fahrradgabeln gibt es im Gegensatz zur Kfz-Technik keine vorherrschende Stoßdämpferart. Vielmehr werden laufend neue Möglichkeiten ersonnen, die Gabel zu dämpfen. Zwar wird bei allen Dämpfern Öl durch (oft verstellbare) Bohrungen geleitet, um die dämpfende Wirkung zu erzielen, jedoch ist das Verfahren von Hersteller zu Hersteller und oft auch von Modelljahr zu Modelljahr unterschiedlich. Ganz grob kann man drei Arten von Dämpfern klassifizieren:

##### Gekapselte Dämpfer
Vollständig geschlossene (gekapselte) Dämpfer, die als komplettes, fertiges Bauteil in die Gabel eingebaut werden. Dies kommt den im Kfz-Bereich verwendeten Dämpfern am nächsten. Diese Dämpfer werden auch als geschlossene Dämpferpatronen oder „cartridge“-Dämpfer bezeichnet. Diese Dämpfer haben das Problem, dass sie nicht viel Energie aufnehmen können, weil sie in der Regel ein sehr geringes Ölvolumen haben. Außerdem gibt es üblicherweise keinen Ausgleichsbehälter für das sich bei Erwärmung ausdehnende Öl. Aus diesen Gründen gab es in der Vergangenheit große Zuverlässigkeitsprobleme mit solchen Dämpfern.

##### Offene Patronen
Dämpferpatronen sind Dämpfer, die zwar die notwendigen Kolben und Bohrungen enthalten, aber darauf angewiesen sind, ihr Öl aus einem sie umgebenden Ölbad zu bekommen. Diese Dämpfer werden auch als „open cartridge“-Dämpfer oder „open bath“-Dämpfer bezeichnet. Ihr Vorteil ist der gegenüber einem geschlossenen Dämpfer einfachere Aufbau sowie das in der Regel wesentlich größere Ölvolumen. Durch die größere Ölmenge können solche Dämpfer mehr Energie aufnehmen, die in Form von Wärme an das Öl abgegeben wird. Außerdem wird das umgebende Öl oft zur Schmierung der Lagerbuchsen der Standrohre genutzt.

##### Integrierte Dämpfer
Dies sind Dämpferkonstruktionen, die in die Gabel integriert sind. Hierbei ist der Dämpfer nicht als eigenständiges Teil vorhanden, sondern die dämpfende Wirkung wird durch spezielle Gestaltung einiger, für die Konstruktion der Federgabel ohnehin notwendiger Teile erzielt. Dadurch kann man Gewicht sparen, weswegen diese Konstruktion bei fast allen gewichtsoptimierten Gabeln angewandt wird. Allerdings wirft eine solche Konstruktion mehrere, zum Teil technisch schwierig zu lösende Probleme auf, insbesondere bezüglich Einstellbarkeit der Dämpfung und Funktionssicherheit. Deshalb ist diese Art der Dämpfung bei preiswerten Gabeln selten zu finden.